# Sainte-Marie-du-Bois (Mayenne)
Sainte-Marie-du-Bois è un comune francese di 244 abitanti situato nel dipartimento della Mayenne nella regione dei Paesi della Loira.

## Società

### Evoluzione demografica
Abitanti censiti